# Азубуїке Окечукву
Азубуїке Окечукву (англ. Azubuike Okechukwu, нар. 19 квітня 1997, Кацина) — нігерійський футболіст, півзахисник турецького клубу «Єні Малатьяспор».

## Клубна кар'єра
З 2013 по 2015 знаходився на контракті в клубі «Баєлса Юнайтед».
До складу турецького клубу «Єні Малатьяспор» приєднався 2015 року. Відтоді встиг зіграти за команду з міста Малатья 76 матчів.

## Виступи за збірні
2016 року захищав кольори олімпійської збірної Нігерії. У складі цієї команди провів 5 матчів. У складі збірної — учасник футбольного турніру на Олімпійських іграх 2016 року в Ріо-де-Жанейро, на якому команда здобула бронзові олімпійські нагороди.
2016 року дебютував в офіційних матчах у складі національної збірної Нігерії. Наразі провів у формі головної команди країни 1 матч.

## Досягнення
- Чемпіон Туреччини (1):

«Істанбул Башакшехір»: 2019-20

### Збірна
- Бронзовий призер Африканських ігор: 2015
- Чемпіон Африки (U-23): 2015
- Бронзовий призер Олімпійських ігор: 2016